# Eupterycyba jucunda
Genre
Espèce
Eupterycyba jucunda est une espèce d'insectes hémiptères de la famille des Cicadellidae, de la sous-famille des Typhlocybinae. C'est la seule espèce de son genre Eupterycyba (monotypique).
On le rencontre en Europe et en Amérique.

## Galerie

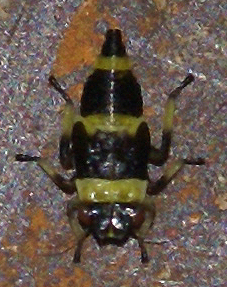
Nymphe